# Knotodo nullarbor
Espèce
Knotodo nullarbor est une espèce d'araignées aranéomorphes de la famille des Miturgidae.

## Distribution
Cette espèce est endémique d'Australie-Méridionale. Elle se rencontre vers Renmark, dans les monts Middleback et la plaine de Nullarbor.

## Description
Le mâle holotype mesure 7,7 mm.

## Systématique et taxinomie
Cette espèce a été décrite par Raven en 2023.

## Étymologie
Son nom d'espèce lui a été donné en référence au lieu de sa découverte, la plaine de Nullarbor.

## Publication originale
- Raven, Hebron & Williams, 2023 : « Revisions of Australian ground-hunting spiders VI: five new stripe-less miturgid genera and 48 new species (Miturgidae: Miturginae). » Zootaxa, no 5358(1), p. 1-117.